# Еоліти
Еолі́ти (гр. eos — світанок, початок; lithos — камінь), — уламки каменю, здебільшого  кременю, з гострими ріжучими краями, ніби штучно оброблені людиною. Нагадують найдавніші знаряддя праці, які виготовляла первісна людина. Поняття еоліт ввів Луі Лоран Габріель де Мортіл'є. 
Археологами XIX століття еоліти вважалися примітивними кам'яними знаряддями праці первісної людини, але сьогодні доведена можливість їх природного походження. Крім того, визначити, які саме еоліти використовувала людина, а яких ніколи не торкалася — неможливо. На думку деяких науковців, еоліти могли збиратися людьми і використовуватись як інструменти після незначної обробки чи без неї. 
Еоліти знаходять у відкладах не тільки льодовикового, а й третинного періоду. Третинні еоліти не вважають доказом існування людини у третинний період.